# التقسيم الإداري في لبنان

خريطة محافظات لبنان

لبنان لديه تقسيم إداري من ثلاثة مستويات : المحافظة، القضاء والبلديات وهو ينقسم إلى تسع محافظات تنقسم بدورها إلى 26 قضاء. تُقسم الأقضية إلى بلديات تضم كلا منها مدينة أو عدد من القرى، التي تُقسم بدورها إلى أحياء ونواحي.

## المحافظات
نص قرار التقسيم الإداري الصادر عام 1959 على تقسيم لبنان إلى خمس محافظات هي بيروت وجبل لبنان ولبنان الشمالي ولبنان الجنوبي والبقاع، ثم صدر قرار بإنشاء محافظة النبطية فصلًا عن محافظة الجنوب في العام 1975. أنشئت محافظة عكار من محافظة الشمال ومحافظة بعلبك الهرمل من محافظة البقاع بحسب القانون رقم 522 بتاريخ 16 تموز/يوليو 2003. أنشئت محافظة كسروان جبيل فصلًا عن محافظة جبل لبنان بموجب القانون رقم 52 بتاريخ 7 أيلول/سبتمبر 2017.
محافظات لبنان التسع الحالية هي:
- محافظة بيروت، ومركزها مدينة بيروت.
- محافظة جبل لبنان ومركزها مدينة بعبدا.
- محافظة لبنان الشمالي ومركزها مدينة طرابلس.
- محافظة البقاع ومركزها مدينة زحلة
- محافظة النبطية ومركزها مدينة النبطية.
- ومحافظة الجنوب ومركزها مدينة صيدا.
- محافظة بعلبك الهرمل ومركزها مدينة بعلبك.
- محافظة عكار ومركزها مدينة حلبا.
- محافظة كسروان جبيل [الإنجليزية] ومركزها مدينة جونية.

## الأقضية

القضاء هو قِسْمٌ إدارِيٌّ من المستوى الثاني يتبع للمحافظة. يَتَرَأَّس القضاء مسؤول يسمى "القائمقام"، ولكلّ قضاء مركز إداري غالباً ما يكون أحد أهَمَّ مدن المنطقة. محافظة بيروت هي الوحيدة التي ليس بها أقضية، يوجد في لبنان اليوم 26 قضاء مُوَزَّعةً على 8 محافظات هم كالتالي:
- أقضية محافظة عكار: عكار.[7]
- أقضية محافظة بعلبك الهرمل: بعلبك والهرمل.[8]
- أقضية محافظة جبل لبنان: عاليه وبعبدا والشوف والمتن.[9]
- أقضية محافظة الشمال: البترون وبشري والمنية الضنية وطرابلس وزغرتا وكورة.[10]
- أقضية محافظة البقاع: راشيا والبقاع الغربي وزحلة.[11]
- أقضية محافظة الجنوب: صيدا وصور وجزين.[12]
- أقضية محافظة النبطية: بنت جبيل وحاصبيا ومرجعيون والنبطية.[13]
- أقضية محافظة كسروان جبيل: كسروان وجبيل.[2]